# Лас-Бальш-да-Баліра
Лас-Бальш-да-Балі́ра (кат. Les Valls de Valira) - муніципалітет, розташований в Автономній області Каталонія, в Іспанії. Знаходиться у районі (кумарці) Алт-Уржель провінції Лєйда, згідно з новою адміністративною реформою перебуватиме у складі Баґарії (округи) Ал Пірінеу і Аран.

## Населення
Населення міста (у 2007 р.) становить 875 осіб (з них менше 14 років - 10,4%, від 15 до 64 - 69,7%, понад 65 років - 19,9%). У 2006 р. народжуваність склала 3 особи, смертність - 4 особи, зареєстровано 5 шлюбів. У 2001 р. активне населення становило 339 осіб, з них безробітних - 4 особи.

Серед осіб, які проживали на території міста у 2001 р., 603 народилися в Каталонії (з них 458 осіб у тому самому районі, або кумарці), 56 осіб приїхало з інших областей Іспанії, а 80 осіб приїхало з-за кордону. 

Університетську освіту має 8,3% усього населення. 

У 2001 р. нараховувалося 257 домогосподарств (з них 22,2% складалися з однієї особи, 28% з двох осіб,16,3% з 3 осіб, 16,3% з 4 осіб, 11,3% з 5 осіб, 3,9% з 6 осіб, 1,2% з 7 осіб, 0,4% з 8 осіб і 0,4% з 9 і більше осіб).

Активне населення міста у 2001 р. працювало у таких сферах діяльності : у сільському господарстві - 15,2%, у промисловості - 8,4%, на будівництві - 13,7% і у сфері обслуговування - 62,7%. 

 У муніципалітеті або у власному районі (кумарці) працює 203 особи, поза районом - 233 особи.

### Безробіття
У 2007 р. нараховувалося 10 безробітних (у 2006 р. - 9 безробітних), з них чоловіки становили 40%, а жінки - 60%.

## Економіка

### Підприємства міста

#### Промислові підприємства
| \| Промислові підприємства міста, за сферою діяльності \| Промислові підприємства міста, за сферою діяльності \| Промислові підприємства міста, за сферою діяльності \| \| Рік \| 2002 р. \| 2001 р. \| \| --------------------------------------------------- \| --------------------------------------------------- \| --------------------------------------------------- \| \| Енергетичні та водні ресурси \| 50% \| 50% \| \| Хімія та метали \| 16,7% \| 16,7% \| \| Переробка металів \| 16,7% \| 16,7% \| \| Продукти харчування \| 0% \| 0% \| \| Текстиль \| 0% \| 0% \| \| Виробництво меблів, видання \| 16,7% \| 16,7% \| \| Інше \| 0% \| 0% \| \| Усього підприємств \| 6 \| 6 \| |         |         |
| Промислові підприємства міста, за сферою діяльності |         |         |
| Рік | 2002 р. | 2001 р. |
| Енергетичні та водні ресурси | 50%     | 50%     |
| Хімія та метали | 16,7%   | 16,7%   |
| Переробка металів | 16,7%   | 16,7%   |
| Продукти харчування | 0%      | 0%      |
| Текстиль | 0%      | 0%      |
| Виробництво меблів, видання | 16,7%   | 16,7%   |
| Інше | 0%      | 0%      |
| Усього підприємств | 6       | 6       |

#### Роздрібна торгівля
| \| Підприємства роздрібної торгівлі міста, за сферою діяльності \| Підприємства роздрібної торгівлі міста, за сферою діяльності \| Підприємства роздрібної торгівлі міста, за сферою діяльності \| \| Рік \| 2002 р. \| 2001 р. \| \| ------------------------------------------------------------ \| ------------------------------------------------------------ \| ------------------------------------------------------------ \| \| Продукти харчування \| 25% \| 25% \| \| Одяг та взуття \| 0% \| 0% \| \| Товари для дому \| 0% \| 0% \| \| Книги та періодичні видання \| 0% \| 0% \| \| Промислова хімічна продукція \| 25% \| 25% \| \| Продукція, пов'язана з транспортними засобами \| 0% \| 25% \| \| Інше \| 50% \| 25% \| \| Усього підприємств \| 4 \| 4 \| |         |         |
| Підприємства роздрібної торгівлі міста, за сферою діяльності |         |         |
| Рік | 2002 р. | 2001 р. |
| Продукти харчування | 25%     | 25%     |
| Одяг та взуття | 0%      | 0%      |
| Товари для дому | 0%      | 0%      |
| Книги та періодичні видання | 0%      | 0%      |
| Промислова хімічна продукція | 25%     | 25%     |
| Продукція, пов'язана з транспортними засобами | 0%      | 25%     |
| Інше | 50%     | 25%     |
| Усього підприємств | 4       | 4       |

#### Сфера послуг
| \| Підприємства міста, що працюють у сфері послуг, за діяльністю \| Підприємства міста, що працюють у сфері послуг, за діяльністю \| Підприємства міста, що працюють у сфері послуг, за діяльністю \| \| Рік \| 2002 р. \| 2001 р. \| \| ------------------------------------------------------------- \| ------------------------------------------------------------- \| ------------------------------------------------------------- \| \| Гуртова торгівля \| 8,6% \| 8,6% \| \| Готелі та готельний бізнес \| 54,3% \| 57,1% \| \| Транспорт та зв'язок \| 20% \| 20% \| \| Посередницькі фінансові послуги \| 2,9% \| 2,9% \| \| Послуги підприємствам \| 0% \| 0% \| \| Послуги фізичним особам \| 11,4% \| 8,6% \| \| Нерухомість та ін. \| 2,9% \| 2,9% \| \| Усього підприємств \| 35 \| 35 \| |         |         |
| Підприємства міста, що працюють у сфері послуг, за діяльністю |         |         |
| Рік | 2002 р. | 2001 р. |
| Гуртова торгівля | 8,6%    | 8,6%    |
| Готелі та готельний бізнес | 54,3%   | 57,1%   |
| Транспорт та зв'язок | 20%     | 20%     |
| Посередницькі фінансові послуги | 2,9%    | 2,9%    |
| Послуги підприємствам | 0%      | 0%      |
| Послуги фізичним особам | 11,4%   | 8,6%    |
| Нерухомість та ін. | 2,9%    | 2,9%    |
| Усього підприємств | 35      | 35      |

## Житловий фонд
У 2001 р. 7% усіх родин (домогосподарств) мали житло метражем до 59 м2, 23,7% - від 60 до 89 м2, 31,1% - від 90 до 119 м2 і
38,1% - понад 120 м2.

З усіх будівель у 2001 р. 15,4% було одноповерховими, 70,7% - двоповерховими, 13,6
% - триповерховими, 0,3% - чотириповерховими, 0% - п'ятиповерховими, 0% - шестиповерховими,
0% - семиповерховими, 0% - з вісьмома та більше поверхами.

## Автопарк
| \| Автомобілі, зареєстровані у місті, за призначенням \| Автомобілі, зареєстровані у місті, за призначенням \| Автомобілі, зареєстровані у місті, за призначенням \| \| Рік \| 2006 р. \| 2005 р. \| \| -------------------------------------------------- \| -------------------------------------------------- \| -------------------------------------------------- \| \| Приватні автомобілі \| 63,5% \| 63,4% \| \| Мотоцикли \| 6,2% \| 6,1% \| \| Вантажівки \| 25,6% \| 26,5% \| \| Трактори \| 0,7% \| 0,6% \| \| Автобуси та ін. \| 4% \| 3,5% \| \| Усього автомобілів \| 581 шт. \| 543 шт. \| |         |         |
| Автомобілі, зареєстровані у місті, за призначенням |         |         |
| Рік | 2006 р. | 2005 р. |
| Приватні автомобілі | 63,5%   | 63,4%   |
| Мотоцикли | 6,2%    | 6,1%    |
| Вантажівки | 25,6%   | 26,5%   |
| Трактори | 0,7%    | 0,6%    |
| Автобуси та ін. | 4%      | 3,5%    |
| Усього автомобілів | 581 шт. | 543 шт. |

## Вживання каталанської мови
У 2001 р. каталанську мову у місті розуміли 98,9% усього населення (у 1996 р. - 99,6%), вміли говорити нею 93,5% (у 1996 р. - 
94,8%), вміли читати 88% (у 1996 р. - 87,9%), вміли писати 59,6
% (у 1996 р. - 42,3%). Не розуміли каталанської мови 1,1%.

## Політичні уподобання
У виборах до Парламенту Каталонії у 2006 р. взяло участь 269 осіб (у 2003 р. - 328 осіб). Голоси за політичні сили розподілилися таким чином:
| \| Вибори до Парламенту Каталонії \| Вибори до Парламенту Каталонії \| Вибори до Парламенту Каталонії \| \| Рік \| 2006 р. \| 2003 р. \| \| -------------------------------------- \| ------------------------------ \| ------------------------------ \| \| Конвергенція та Єднання (CiU) \| 58,7% \| 64% \| \| Соціалістична партія Каталонії (PSC) \| 13,4% \| 9,5% \| \| Народна партія (PP) \| 3,3% \| 2,1% \| \| Ініціатива за зелену Каталонію (IC) \| 8,2% \| 3% \| \| Республіканська лівиця Каталонії (ERC) \| 14,9% \| 19,5% \| \| Громадянська партія (C's) \| 0,4% \| 0% \| \| Інші \| 1,1% \| 1,8% \| |         |         |
| Вибори до Парламенту Каталонії |         |         |
| Рік | 2006 р. | 2003 р. |
| Конвергенція та Єднання (CiU) | 58,7%   | 64%     |
| Соціалістична партія Каталонії (PSC) | 13,4%   | 9,5%    |
| Народна партія (PP) | 3,3%    | 2,1%    |
| Ініціатива за зелену Каталонію (IC) | 8,2%    | 3%      |
| Республіканська лівиця Каталонії (ERC) | 14,9%   | 19,5%   |
| Громадянська партія (C's) | 0,4%    | 0%      |
| Інші | 1,1%    | 1,8%    |

У муніципальних виборах у 2007 р. взяло участь 432 особи (у 2003 р. - 449 осіб). Голоси за політичні сили розподілилися таким чином:
| \| Муніципальні вибори \| Муніципальні вибори \| Муніципальні вибори \| \| Рік \| 2007 р. \| 2003 р. \| \| -------------------------------------- \| ------------------- \| ------------------- \| \| Конвергенція та Єднання (CiU) \| 49,5% \| 64,6% \| \| Соціалістична партія Каталонії (PSC) \| 26,4% \| 5,6% \| \| Народна партія (PP) \| 5,1% \| 0% \| \| Ініціатива за зелену Каталонію (IC) \| 0% \| 0% \| \| Республіканська лівиця Каталонії (ERC) \| 19% \| 6% \| \| Громадянська партія (C's) \| 0% \| 0% \| \| Інші \| 0% \| 23,8% \| |         |         |
| Муніципальні вибори |         |         |
| Рік | 2007 р. | 2003 р. |
| Конвергенція та Єднання (CiU) | 49,5%   | 64,6%   |
| Соціалістична партія Каталонії (PSC) | 26,4%   | 5,6%    |
| Народна партія (PP) | 5,1%    | 0%      |
| Ініціатива за зелену Каталонію (IC) | 0%      | 0%      |
| Республіканська лівиця Каталонії (ERC) | 19%     | 6%      |
| Громадянська партія (C's) | 0%      | 0%      |
| Інші | 0%      | 23,8%   |